# Giorgios Chalkokondyles
Giorgios Chalkokondyles (1390 circa – 1460 circa) è stato un diplomatico e nobile bizantino, padre dello storico Laonikos.
Nel 1435 si recò presso il sultano Murad II per ottenere il riconoscimento di Atene come vassalla dell'Impero ottomano, sotto il governo di Maria Melissena, vedova di Antonio I Acciaiuoli. Mentre era in viaggio tuttavia oppositori a questo piano cacciarono Maria e la sua famiglia da Atene ed egli stesso di ritorno dal Sultano venne arrestato e condotto dal Sultano che lo imprigionò (essendosi accordato con l'altra fazione, capeggiata dal Duca di Atene). Rilasciato e rifugiatosi in Morea, venne nuovamente imprigionato dal Sultano dopo una missione analoga condotta per conto del despota di Morea Costantino XI Paleologo.